# Horreur (littérature)

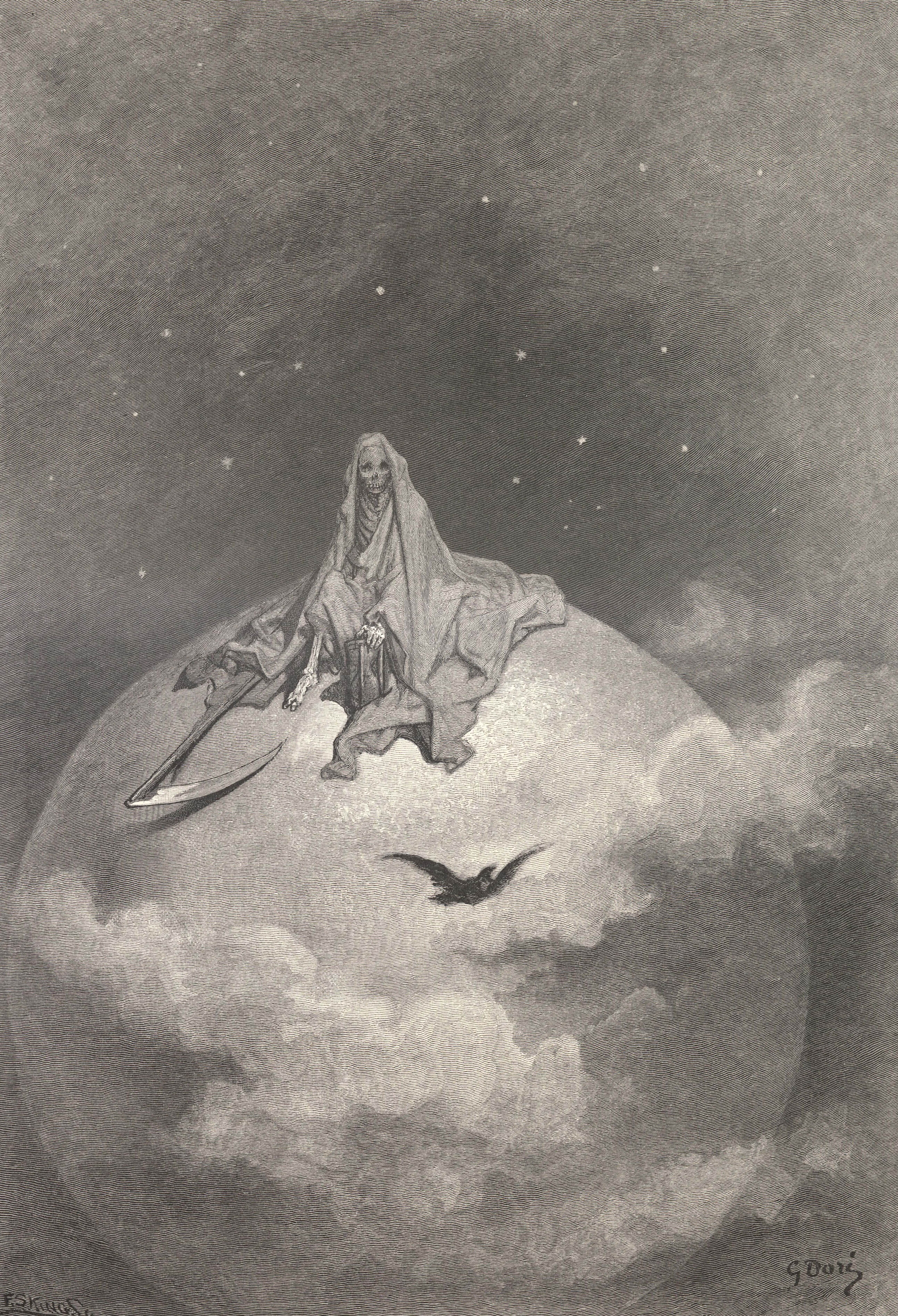
Illustration de Gustave Doré pour l'édition 1884 du Corbeau d'Edgar Allan Poe.

 (avril 2025).
Si vous disposez d'ouvrages ou d'articles de référence ou si vous connaissez des sites web de qualité traitant du thème abordé ici, merci de compléter l'article en donnant les références utiles à sa vérifiabilité et en les liant à la section « Notes et références ».
Pour les articles homonymes, voir Horreur.
L'horreur est un genre littéraire s'inscrivant dans le registre de la peur. 
Ce genre met souvent en scène des phénomènes surnaturels (et des créatures à l'avenant : vampires, fantômes, loup-garous et autres monstres) ainsi que des psychopathes et des tueurs en série. Le roman d'horreur cherche à susciter chez le lecteur l'angoisse et l'effroi, ou tout du moins à le mettre mal à l'aise (l'inquiétante étrangeté par laquelle on a parfois cherché à définir le fantastique est ici exacerbée).

## Historique
Le roman d'horreur étant considéré comme un sous-genre du roman fantastique ou les deux genres étant assimilés suivant les pays, beaucoup d'auteurs et de romans importants pour ce dernier genre le sont aussi pour le roman d'horreur, à commencer par Edgar Allan Poe. Cela dit, le roman d'horreur a une histoire qui lui est propre, brièvement résumée ici.
On peut considérer que certains contes « pour enfant » (Hansel et Gretel par exemple) sont les premiers récits d'horreur. Il ne faut pas oublier que les premières versions des contes (dont la tradition orale nous donne une idée) ont été fortement édulcorées (aux XVIIe et XVIIIe siècles) par ceux qui ont fait la célébrité du genre, comme Charles Perrault ou les frères Grimm, afin précisément d'être adaptés au public enfantin (qui n'était pas forcément le public visé à l'origine).
Au XVIIIe siècle, Horace Walpole lance le roman gothique dont les thèmes de prédilection (le décor : château isolé dans un paysage hostile, ruines, souterrains ; les personnages : jeunes filles en détresse, apparitions) vont longtemps perdurer dans le genre.
Si certains romans gothiques fournissent une explication rationnelle des événements à la fin, d'autres sont ostensiblement fantastiques. C'est à cette veine que se rattachent deux romans qui vont être particulièrement importants pour le genre, notamment grâce à leurs adaptations cinématographiques :
- En 1818, Mary Shelley publie Frankenstein, un roman qui met en scène un scientifique qui crée une créature à partir de cadavres.
- En 1897, Bram Stoker publie Dracula, un roman épistolaire mettant en scène un vampire.

Ces deux romans peuvent être considérés comme le point de départ de toute la littérature d'épouvante.
Remarquons cependant que le roman gothique, ainsi que les « ghost stories » anglaises qui en découlent, illustrées notamment par Henry James (Le Tour d'écrou), sont les seules productions du genre à être considérés par les critiques et historiens de la littérature - pour qui la littérature dite « populaire » ne mérite pas d'être prise en considération, même quand sa qualité atteint ou dépasse celle de certaines œuvres de la littérature dite « générale ».
Au début du XXe siècle, le genre connaît une évolution remarquable sous l'impulsion de Maurice Level en France, et surtout d'H. P. Lovecraft, qui parvient à imposer une nouvelle mythologie, centrée autour d'un dieu monstrueux nommé Cthulhu (et perpétuée par des écrivains comme August Derleth, Clark Ashton Smith, Robert Bloch, Brian Lumley). Sa volonté d'apporter une dimension cosmique à l'horreur (en donnant souvent une origine extra-terrestre à ses monstres) place son œuvre à la lisière de la science-fiction. 
Dans les années 1950, des écrivains comme Richard Matheson ou Shirley Jackson (à l'origine du renouveau du roman gothique sous la forme du néo-gothique) vont donner les premiers exemples du roman d'horreur moderne, avec une approche plus psychologique du genre et en faisant volontiers des emprunts à d'autres genres (comme le roman policier ou la science-fiction). Chez Jackson, les romans Maison hantée et Nous avons toujours vécu au château en sont un bon exemple.
Au début des années 1970, divers ouvrages (tous adaptés au cinéma) vont relancer l'intérêt pour le genre : Rosemary's baby d'Ira Levin, L'Exorciste de William Peter Blatty, L'Autre de Tom Tryon, Entretien avec un vampire d'Anne Rice. C'est en 1974 que James Herbert sort Les Rats, le premier épisode d'une trilogie sur des rats mutants.
En 1974 arrive aussi (avec Carrie) l'un des plus célèbres écrivains d'épouvante : Stephen King, avec notamment des romans comme The Shining ou Le Fléau, qui font aujourd'hui partie de la culture populaire moderne et même de la littérature tout court (beaucoup d'écrivains américains comme Bret Easton Ellis avouent leur admiration pour lui). C'est en 1975 qu'apparaît le premier roman de Graham Masterton (Le Faiseur d'épouvante qui sera rebaptisé Manitou). Cet auteur écossais restera comme l'un des plus grands auteurs du genre de l'horreur avec un style bien à lui : aucune censure.
Au milieu des années 1980, le mouvement splatterpunk essaie de renverser les clichés du genre avec une bonne dose de nihilisme punk, sous l'impulsion notamment de Clive Barker. Depuis 1988, l'association des écrivains d'horreur (Horror Writers Association) remet annuellement les prix Bram Stoker pour récompenser les meilleurs romans et nouvelles d'horreur de l'année précédente.
Les années 1980 et 1990 voient le genre horreur remporté un certain succès grâce aux éditions Pocket Terreur et Fleuve noir. Les lecteurs découvrent de nouveaux talents tels que Robert McCammon (à qui on doit une histoire de lycanthrope durant la seconde guerre mondiale : L'Heure du loup), Francis Paul Wilson, Stephen Laws et bien d'autres encore. Durant ces deux décennies, Graham Masterton, Dean Koontz, Stephen King connaissent une période vaste et glorieuse.
Les années 1990 et 2000 ont vu l'émergence de nouveaux auteurs tels que Laurell K. Hamilton ou Christopher Golden qui abordent notamment le thème des vampires sous un angle nouveau.
Les années 2000 et ultérieurs : le genre n'intéresse plus les maisons d'éditions, bien que des auteurs continuent à écrire et a connaître un succès dans leur pays. Seuls Bragelonne et sa succursale Milady éditent (et rééditent) quelques titres de James Herbert ou bien encore Graham Masterton. Stephen King, grâce à sa popularité, voit ses derniers livres traduits en France.
Plusieurs collections littéraires sont entièrement consacrées à la littérature d'horreur. En France, c'est le cas des collections :
- Gore (éd. Fleuve noir, 1985-1989 ; puis éd. Vaugirard, 1989-1990)
- Maniac (éd. P. Siry, 1988)
- Angoisses (éd. Fleuve noir, 1993-1994)
- Frayeur (éd. Fleuve noir, 1994-1995)
- Trash (Trash éd., 2013-2016)
- Karnage (Zone 52 éd., 2021-2024)
- Chris Anthem (éd. Faute de frappe, 2022-)
- [COMPACT] Horreur (éd. Faute de frappe, 2024-)
- Le Diable au gore (éd. Venin d'encre, 2024-)

En Suisse, la collection Gore des Alpes (éd. Gore des Alpes, 2020-) publie des romans d'horreur dont l'action se déroule dans les Alpes.

## Liste d'auteurs de romans et nouvelles d'horreur
- Clive Barker
- William Peter Blatty
- Robert Bloch
- Poppy Z. Brite
- Ramsey Campbell
- Matthew J. Costello
- Jason Dark
- August Derleth
- Christopher Golden
- Laurell K. Hamilton
- James Herbert
- Shirley Jackson
- Stephen King
- Dean Koontz
- Stephen Laws
- Ira Levin
- Thomas Ligotti
- Bentley Little
- H. P. Lovecraft
- Brian Lumley
- Richard Marsh
- Graham Masterton
- Richard Matheson
- Robert R. McCammon
- Anne Rice
- Dan Simmons
- Clark Ashton Smith
- Bram Stoker
- Peter Straub
- Francis Paul Wilson

Au Québec 
- Claude Bolduc
- Mathieu Fortin
- Stanley Péan
- Jonathan Reynolds
- Patrick Senécal

En France
- Jac Barron
- Maxime Chattam
- Violaine De Charnage
- Patrick Graham
- Nécrorian
- Julien Roturier
- Cédric Sire
- Franck Thilliez